# Fatboy Slim
Fatboy Slim, pseudonimo di Quentin Leo Cook (Bromley, 31 luglio 1963), è un disc jockey, produttore discografico e beatmaker britannico.
È anche noto come Norman Cook e The BPA (acronimo di The Brigthon Port Authority).
Il suo stile è conosciuto come big beat (una combinazione di hip hop, breakbeat, rock e R&B) del quale è il maggior esponente insieme ai The Chemical Brothers, The Prodigy e The Crystal Method.
Per dodici anni consecutivi è apparso nella prestigiosa classifica Top100 Djs di DJ Magazine, col piazzamento più alto al numero 7 nel 1999.

## Biografia

### Formazione ed esordi (1985-1995)
Dopo essere cresciuto a Redhill, si trasferisce a Brighton per frequentare il college con l'amico Paul Heaton e inizia a lavorare come DJ. Poco tempo dopo (1985) si sposta a Hull per suonare il basso nella band di Paul, gli Housemartins (in sostituzione di Ted Key). Dopo il tour con Billy Bragg, il gruppo ottiene un contratto con l'etichetta Go! Discs. Il gruppo produce una versione di Caravan of Love (cover degli Isley Brothers) che ottiene un ottimo successo, ma successivamente si scioglie con metà band che fonda i The Beautiful South e con Cook che rientra a Brighton per perseguire comunque il suo interesse nella musica.
Inizia a lavorare in studio con Simon Thornton.
Nel 1989 pubblica il brano Blame It on the Bassline realizzato con MC Wildski. In seguito forma il collettivo musicale Beats International, una sorta di confederazione di artisti che include Lindy Layton, Lester Noel, DJ Baptiste, lo stesso MC Wildski e altri artisti. Il primo album Let Them Eat Bingo include il successo Dub Be Good to Me, che diviene contesa di una causa giudiziaria (persa da Cook) data la presenza di un sample dei Clash non autorizzato. Il successivo Excursion on the Version (1991) esplora nel dub e nel reggae senza troppi riscontri.
Cook quindi cambia stile: insieme a Ashley Slater e Jesse Graham forma i Freak Power, che pubblicano il loro album di debutto Drive Thru Booty nel 1994. Il disco contiene il singolo Turn On, Tune In, Cop Out, utilizzato in una famosa campagna pubblicitaria per la Levi's. Nel 1996 la band ritorna con il secondo album, More of Everything for Everybody.
Contestualmente inizia la collaborazione con gli amici Tim Jeffery e JC Reid, con il quale crea un album di musica house sotto il nome Pizzaman. Si tratta dell'omonimo disco che contiene tre hit da classifica: Trippin' on Sunshine, Sex on the Streets e Happiness. I videoclip di tutti e tre i singoli vengono diretti da Michael Dominic.
Inoltre Cook forma il gruppo The Mighty Dub Katz con GMoney. Insieme a lui diventa gestore di un nightclub a Brighton, il Big Beat Boutique.
Nel corso degli anni successivi imprime il proprio marchio sulla scena musicale dando vita al cosiddetto Brit Hop.

### Il successo di Fatboy Slim (1996-2008)
Lo pseudonimo definitivo viene scelto nel 1996, quando riprende il nomignolo di un artista blues degli anni '40 (così ha affermato lui anche se del brano da lui citato Baby, I Want a Piece of Your Pie non vi è traccia). Il primo album pubblicato come Fatboy Slim (trad. Il ragazzo grasso dimagrisce) e il secondo in assoluto come solista è Better Living Through Chemistry, pubblicato dall'etichetta fondata dallo stesso Cook con Damien Harris, la Skint Records.
Il disco contiene il singolo Everybody Needs a 303. Il titolo dell'album è invece riferito a uno slogan statunitense degli anni 1950, sull'importanza del valium come calmante per i bambini iperattivi. Evidente anche il riferimento alla chimica e ai Chemical Brothers, gruppo che lo ha convinto a realizzare l'album.
Nel 1997 Cook remixa Eva, un classico di Jean-Jacques Perrey. Pubblica Skip to My Loops, che fornisce ai DJ una base di sample, loop di batteria e rumori per le serate dancefloor. L'anno seguente invece arriva il successo planetario con il remix di Renegade Master di Roger "Wildchild" MacKenzie e soprattutto di Brimful of Asha dei Cornershop, che rimane al primo posto in classifica per diverse settimane.
Remixa brani per Cornershop, Beastie Boys, Wildchild e Fluke.
Il successivo lavoro discografico è rappresentato dal singolo The Rockafeller Skank, pubblicato prima dell'album You've Come a Long Way, Baby (1998). Praise You, singolo sempre estratto da disco, diviene il primo pezzo di Cook a raggiungere la vetta della Official Singles Chart. Il videoclip di questo brano, diretto da Spike Jonze, vince numerosi premi tra cui tre MTV Video Music Awards e una nomination ai Grammy. In generale tutto il disco (il cui titolo è tratto da uno slogan delle sigarette Virginia Slims) ha un clamoroso successo dappertutto: nei locali, nelle classifiche e nelle radio. L'album vende 4 milioni di copie e conquista il disco di platino negli Stati Uniti.
Il primo singolo estratto dall'album, ossia The Rockafeller Skank, è inserito nella colonna sonora di FIFA 99, Just Dance 2 e inoltre nel trailer di presentazione di Crash Bandicoot 4: It's About Time. Anche il singolo Right Here, Right Now riscuote un enorme successo a livello internazionale.
Nel 1999 Slim si esibisce al Glastonbury Festival a Ibiza, con i Chemical Brothers, oltre ad altri importanti festival di musica elettronica in giro per il mondo. 
Prende parte anche al disastroso festival di Woodstock 1999, esibendosi nella notte del secondo giorno in uno degli hangar della base militare che ospitava la manifestazione. La sua esibizione è purtroppo ricordata per quello che forse fu il più emblematico dei numerosi episodi di violenza sessuale che accaddero durante il festival: l'episodio avvenne all'interno di un minivan che qualcuno riuscì a rubare e a guidare fino in mezzo alla folla. La scoperta dello stupro avvenne solo perché lo staff della sicurezza interruppe il concerto per prendere il controllo del veicolo e portarlo fuori dall'hangar.

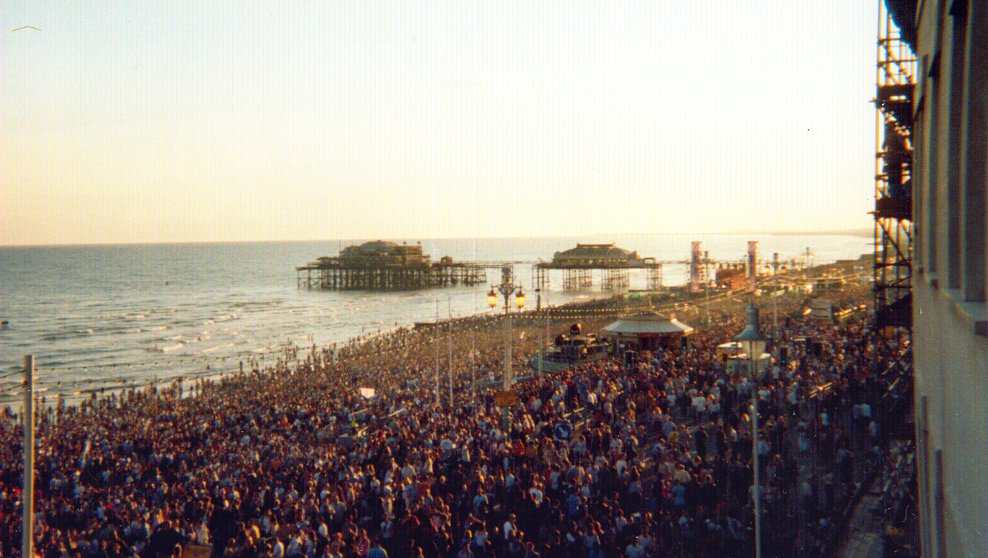
Il Big Beach Boutique a Brighton (2002)

Nel 2000 ultima la pubblicazione di Halfway Between the Gutter and the Stars, che viene pubblicato in autunno anticipato dal singolo Sunset (Bird of Prey). Nell'album Slim campiona la voce di Jim Morrison e ospita Macy Gray, Bootsy Collins e Roland Clarke degli Urban Soul. Nel video di Weapon of Choice, inoltre, partecipa Christopher Walken. Questo stesso video vince sei premi agli MTV Video Music Awards nel 2001.
Il 6 luglio 2001 Slim tiene un concerto sulla spiaggia di Brighton davanti a 40.000 persone. L'anno seguente ripete l'evento di fronte a 250.000 spettatori.
Continua a tenere concerti sulle spiagge, che ormai sono il suo marchio di fabbrica, in occasione di date particolari come, per esempio, il veglione di San Silvestro o il giorno di capodanno, radunando sempre migliaia di persone. Annualmente, infatti, organizza il Big Beach Boutique a Brighton (nel marzo 2004 l'evento viene organizzato a Rio de Janeiro con la partecipazione di mezzo milione di persone).
Si dedica anche all'attività di produttore discografico con pop-star di livello mondiale come Madonna e Robbie Williams, raccogliendo anche numerosi premi. Produce anche una traccia di Think Tank (album dei Blur). Si sposa con la presentatrice televisiva Zoë Ball dalla quale ha un figlio. A ogni modo preferisce rimanere lontano dal gossip e dai tabloid.
Nell'ottobre 2004 esce il suo album a quattro anni di distanza dal precedente: s'intitola Palookaville, album preceduto dal singolo Slash Dot Dash. Il disco segna una svolta "tradizionalista": i loop vocali e le sperimentazioni dance lasciano spazio anche agli strumenti convenzionali, con Norman che riprende in mano il basso, mentre le canzoni si avvicinano al pop rock. Ad affiancarlo in questo lavoro c'è sempre Bootsy Collins, oltre a Damon Albarn e al rapper Lateef. Il risultato non viene molto apprezzato dai suoi fan.
Nell'anno successivo dà vita a un progetto musicale insieme all'ex-Talking Heads David Byrne: si tratta di un musical incentrato sulla figura di Imelda Marcos, moglie dell'ex dittatore filippino Ferdinand Marcos. La prima dello spettacolo viene fissata per il marzo 2006, ma lo show viene poi posticipato.
Nel frattempo lavora sempre come DJ: nel capodanno 2006 è protagonista dell'ennesimo party, questa volta presso l'australiana Bondi Beach, con l'anticipazione rappresentata dal disco Bondi Beach: New Years Eve 06. Il mese di giugno 2006 è altrettanto denso di pubblicazioni: Why Try Harder ripercorre i dieci anni di successi accompagnati da due pezzi inediti (Champion Sound e That Old Pair of Jeans).
Sempre nel 2006 è a Cuba, dove scrive produce due tracce per l'album The Revolution Presents: Revolution (pubblicato solo nel 2009). Alle registrazioni di questi due brani (intitolati Shelter e Siente Mi Ritmo) partecipano i Buena Vista Social Club, Harold Lopez Nussa e Lateef.

### Anni 2008-oggi

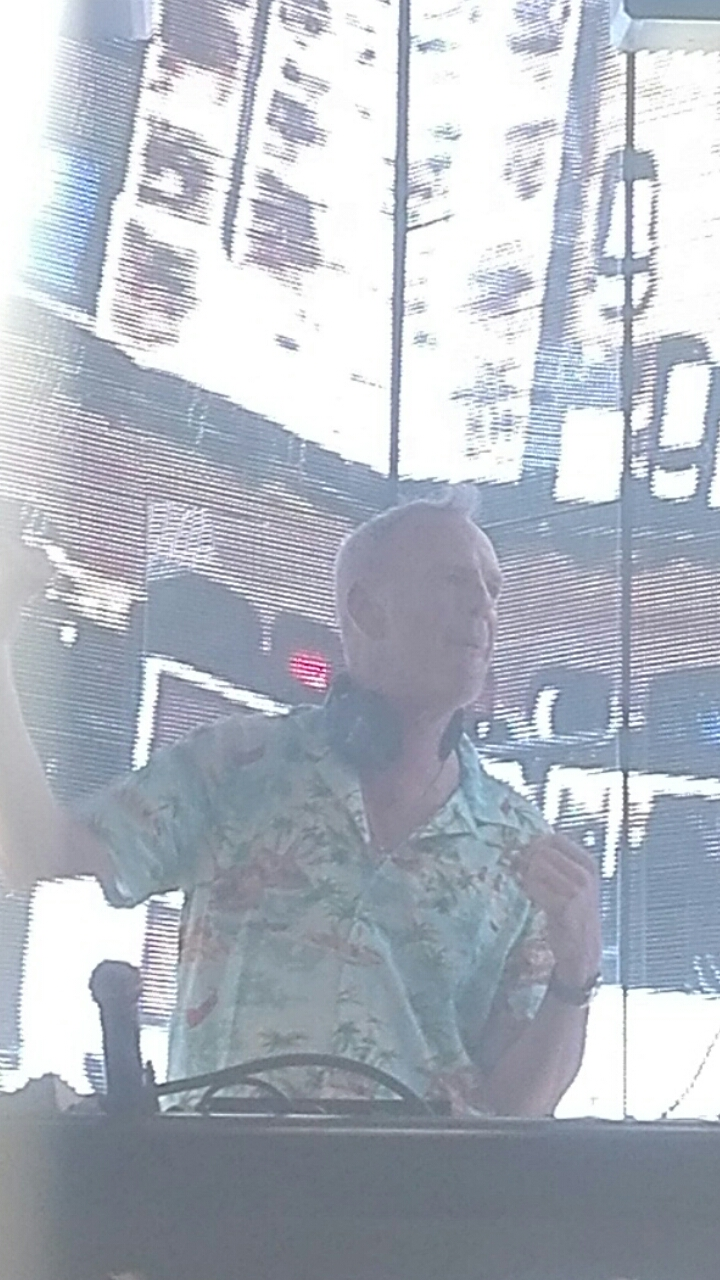
Fatboy Slim dal vivo a Porto Recanati nel 2018

Nel 2008 debutta con il progetto The Brighton Port Authority (The BPA), a cui collaborano David Byrne e Dizzee Rascal. Il progetto confluisce in Toe Jam, canzone che non ottiene il successo sperato e il cui video, diretto da Keith Schofield, vede protagonisti ballerini e ballerine nudi.
Con lo stesso pseudonimo, poco conosciuto in Italia, pubblica anche alcuni brani per la colonna sonora della serie televisiva Heroes, tra cui He's Frank (Slight Return), cover dei The Monochrome Set che vede Iggy Pop alla voce.
Il primo disco dei The BPA è I Think We're Gonna Need a Bigger Boat, coprodotto da Simon Thornton, che canta anche in una traccia. L'album viene pubblicato nel gennaio 2009 su Amazon e nel mese di febbraio in CD.
Nell'agosto 2012 si esibisce alla cerimonia di chiusura dei Giochi della XXX Olimpiade.
Nel 2018 si esibisce sul palco dello storico concerto del primo maggio a Roma – in piazza San Giovanni in Laterano – come ultimo artista.

## Stile musicale
Seguendo la scia dei Chemical Brothers che avevano fuso hip-hop e techno coniando il big beat, Fatboy Slim ha adattato il rock e il pub rock alla musica da ballo, unendo fra loro diversi frammenti sonori di brani pop, rock, funky, jazz, soul e molti altri. AllMusic classifica l'artista esponente della dance, del trip hop e del funky breaks. Queste generalità sono già evidenti nei primi due album Better Living Through Chemistry (1996) e You've Come a Long Way Baby (1998), entrambi caratterizzati da un repertorio ripetitivo e ballabile con cui avrebbe ispirato molta electronica degli anni novanta. Se con Palookaville (2004) ha virato verso uno stile che è stato definito più "lunatico" e "rilassato" rispetto ai precedenti il concept album Here Lies Love (2010) mantiene uno stile ballabile pur accostandosi all'eclettismo di David Byrne che ha partecipato al disco. Buona parte della carriera di Norman Cook è stata inoltre dedicata alla realizzazione di remix per altri artisti.

## Discografia

### Album in studio
- 1996 – Better Living Through Chemistry
- 1998 – You've Come a Long Way, Baby
- 2000 – Halfway Between the Gutter and the Stars
- 2004 – Palookaville
- 2010 – Here Lies Love (con David Byrne)

## DVD
- 2006 - The Greatest Hits - Why Make Videos
- 2006 - Big Beach Boutique II - The Movie
- 2008 - Incredible Adventures in Brazil

## Classifica DJ Mag
| DJ          | 1999 | 2000 | 2001 | 2002 | 2003 | 2004 | 2005 | 2006 | 2007 | 2008 | 2009 | 2010 |
| ----------- | ---- | ---- | ---- | ---- | ---- | ---- | ---- | ---- | ---- | ---- | ---- | ---- |
| Fatboy Slim | 7    | 28   | 21   | 22   | 43   | 51   | 63   | 80   | 66   | 92   | 94   | 82   |

## Riconoscimenti
- 1999 – BRIT Awards "Best British Dance Act"
- 2001 – BRIT Awards "Best British Dance Act"
- 2002 – Grammy "Best Short Form Music Video"
- 2007 – Ivor Novello Award